# Portugalska SuperLiga 2008./09.
Liga betandwin.com 2008/09. je naziv za najviše portugalsko nogometno ligaško natjecanje. 
Igra se u sezoni 2008/09., od konca kolovoza 2008. do druge polovice svibnja 2009.

## Natjecateljski sustav
Igra se po dvokružnom liga-sustavu gdje pobjednik za pobjedu dobije 3 boda, za neriješeni susret se dobije po 1 bod, a poraženi ne dobiva bod.
Iz lige ispadaju dva zadnja kluba na ljestvici.
Igra se po dvokružnom liga-sustavu gdje pobjednik za pobjedu dobije 3 boda, za neriješeni susret se dobije po 1 bod, a poraženi ne dobiva bod.
Iz lige ispadaju dva zadnja kluba na ljestvici.

## Sudionici
Branitelj naslova prvaka je "Porto".

Novi prvoligaši su "Rio Ave" iz Vile do Conde i "Trofense" iz Trofe.
- Rio Ave iz Vile do Conde
- Académica iz Coimbre
- Belenenses iz Lisabona
- Sport Lisboa e Benfica iz Lisabona
- Estrela da Amadora iz Amadore
- Leixões iz Matosinhosa
- Marítimo iz Funchala
- Nacional iz Funchala
- Naval iz Figueire de Foz
- Paços de Ferreira iz Paçosa de Ferreire
- Porto
- Sporting iz Brage
- Sporting iz Lisabona
- Trofense iz Trofe
- Vitória iz Guimarãesa
- Vitória iz Setúbala